# Axel Roos
Axel Roos (født 19. august 1964 i Rodalben, Vesttyskland) er en tysk tidligere fodboldspiller (forsvarer/midtbane).
Roos spillede hele sin karriere, fra 1984 til 2001, hos FC Kaiserslautern. Han spillede over 300 ligakampe for klubben, og var med til at vinde både to tyske mesterskaber og to DFB-Pokaler.

## Titler
Bundesligaen
- 1991 og 1998 med FC Kaiserslautern

DFB-Pokal
- 1990 og 1996 med FC Kaiserslautern